# Cristiano Cordeiro
Cristiano Cordeiro (Limoeiro, 23 de maio de 1895 — Recife, 30 de novembro de 1987) foi um dos fundadores do Partido Comunista Brasileiro.

## Biografia
Cristiano Cordeiro nasceu em 23 de maio de 1895, na cidade de Limoeiro, Pernambuco.
Em 1913, ingressou na Faculdade de Direito do Recife, nesta época já era funcionário do Tesouro do Estado, começou a frequentar sindicatos e a participar de movimentos operários, inclusive tomando parte numa passeata das operárias de fábricas de cigarros, realizada no Recife. Bacharela-se em 1917, aos 22 anos de idade.
A pedido do Comitê da Greve Geral que aconteceu no Recife, em 1919, elaborou um número especial dedicado ao movimento para o jornal Tribuna do Povo.
Em 1921, dirigiu o jornal A Hora Social, Órgão da Federação dos Trabalhadores de Pernambuco. Sua redação e oficinas funcionavam na Praça do Carmo, n. 17. Lutava para que os trabalhadores tomassem conhecimento dos seus verdadeiros direitos perante a sociedade.
Fundou com Astrogildo Pereira e outros sete companheiros, em 1922, o Partido Comunista Brasileiro (PCB), numa reunião realizada em Niterói, no Rio de Janeiro.
De volta ao Recife, procurou ampliar o grupo, que passou a ser o considerado o comitê regional do PCB. Apesar de ter muitos simpatizantes, o partido nunca contou com mais de cem filiados. Entre os simpatizantes mais conhecidos podem ser citados Joaquim Cardozo e Aderbal Jurema.
Em 1933, Cristiano Cordeiro candidatou-se, a deputado federal por Pernambuco pela legenda Trabalhador Ocupa Teu Posto (T.O.P.), com mais três operários. Na sua plataforma estavam incluídos temas como a seca, o divórcio, a preservação dos indígenas brasileiros e a questão social. 
Dos quatro candidatos, só ele foi eleito, porém não chegou a se tornar deputado federal. Em um depoimento dado a Ricardo Noblat, Cristiano Cordeiro conta o que houve:
| “ | ... Agamenon Magalhães que já tinha ascendência sobre o mecanismo eleitoral, anulou duas urnas e deixei de atingir o coeficiente por uma diferença de poucos votos... | ” |

Em 1935, foi eleito vereador do Recife, ainda pela mesma legenda, Trabalhador Ocupa Teu Posto, junto com o operário gráfico Chagas Ribeiro e o comerciário João Bezerra. Conseguiu sozinho, mais votos do que os dezessete candidatos integralistas.
Se posicionou contra a chamada Intentona Comunista, classificando-a de quartelada por achar o movimento inoportuno. Mesmo assim, foi preso e recolhido à Casa de Detenção do Recife, além de ser demitido do Tesouro do Estado, sendo libertado, no dia 9 de novembro de 1936, para participar do enterro da sua esposa, Celina Cordeiro.
Só no inicio de 1937, veio a tomar posse como vereador eleito do Recife, por meio de um Mandado de Segurança, impetrado pelo advogado Baltazar Mendonça no Tribunal de Justiça de Pernambuco. 
Mas com o fechamento da Câmara Municipal em 10 de novembro de 1937, pelo golpe que instituiu o Estado Novo promovido por Getúlio Vargas, Cordeiro foi novamente preso e intimado a deixar o Recife, pelo então Secretário de Segurança Pública Etelvino Lins, sendo deportado para Santos, São Paulo, onde lecionou em dois colégios e trabalhou como revisor do jornal Diário de Santos.
Posteriormente – por indicação do então deputado federal Domingos Vellasco –, foi ser professor em Goiânia, exercendo diversos cargos, entre os quais o de professor de Introdução à Ciência do Direito, Direito Industrial e Legislação Trabalhista, na Faculdade de Direito de Goiás; professor do Curso Pré-Jurídico do Colégio Estadual de Goiás; professor de Economia Política, Legislação Fiscal e Direito da Escola Técnica de Comércio de Goiânia, da qual foi um dos fundadores, além de dirigir a Biblioteca Pública e colaborar em diversos jornais locais.
Foi ainda professor do Colégio Estadual de Petrópolis, Rio de Janeiro, nomeado por Café Filho, então Presidente da República (1954-1955), que havia sido seu companheiro de imprensa, nas décadas de 1920 e 1930, no Recife.
Em 1947, por iniciativa do Comitê Regional do PCB, foi expulso do partido por causa da posição assumida face à Intentona Comunista de 1935.
Ao retornar ao Recife, em 1948, reassumiu seu cargo de funcionário público, sendo lotado no Arquivo Público Estadual, de onde só saiu ao se aposentar.
Em 1961, foi contratado para o cargo de redator e tradutor da SUDENE, na gestão de Celso Furtado, tendo trabalhado na Instituição até os 80 anos de idade.
Em 1982, lançou na Livraria Livro 7, no Recife, Memória & História, uma coletânea de escritos políticos no período de 1922 a 1979.
Cristiano Cordeiro morre em Recife, em 30 de novembro de 1987, aos 92 anos de idade.